# Geocrinia
Geocrinia is een geslacht van kikkers uit de familie Australische fluitkikkers (Myobatrachidae). De groep werd voor het eerst wetenschappelijk beschreven door Anthony John Dyson Blake in 1973.
Er zijn zeven soorten die endemisch zijn in Australië.

## Taxonomie
Geslacht Geocrinia
- Soort Geocrinia alba
- Soort Geocrinia laevis
- Soort Geocrinia leai
- Soort Geocrinia lutea
- Soort Geocrinia rosea
- Soort Geocrinia victoriana
- Soort Geocrinia vitellina

Arenophryne · 
Assa · 
Crinia · 
Geocrinia · 
Metacrinia · 
Mixophyes · 
Myobatrachus · 
Paracrinia · 
Pseudophryne · 
Rheobatrachus · 
Spicospina · 
Taudactylus · 
Uperoleia